# Mike Mills
Michael Edward "Mike" Mills, född 17 december 1958 i Orange County, Kalifornien, är en amerikansk musiker. Mills spelar basgitarr, piano och bakgrundssjunger i rockgruppen R.E.M.
Mills har stor del i R.E.M.:s låtskrivande.
Michael Mills föddes i Orange County, Kalifornien och flyttade till Macon, Georgia när han var tio år gammal. Mills träffade där Bill Berry, som senare skulle bli hans bandkamrat i R.E.M., i Macon. Mills och Berry började i band tillsammans. Tidiga projekt inkluderade bandet Shadowfax (senare kallat The Back Door Band). Mills studerade vid University of Georgia i Aten, Georgia, där R.E.M. bildades.
Mills anses att vara huvudkomponisten bakom många av R.E.M.s låtar, inklusive "Nightswimming", "Find the River", "At My Most Beautiful", "Why Not Smile", "Let Me In", " Wendell Gee "," (Don't Go Back To) Rockville ", " Beat a Trum "," Be Mine "och" What's the Frequency, Kenneth?".
R.E.M. hade talat om upplösning sedan 2008, och så småningom upplöstes bandet 2011. Sedan dess uttalade Mills att det inte fanns någon möjlighet till en R.E.M. återförening. Mills beskrev det som "31 underbara år och möjligheten att avsluta det på våra egna villkor." Mills fortsätter att skriva musik och uppträda med vänner på olika projekt.